# Gliese 205

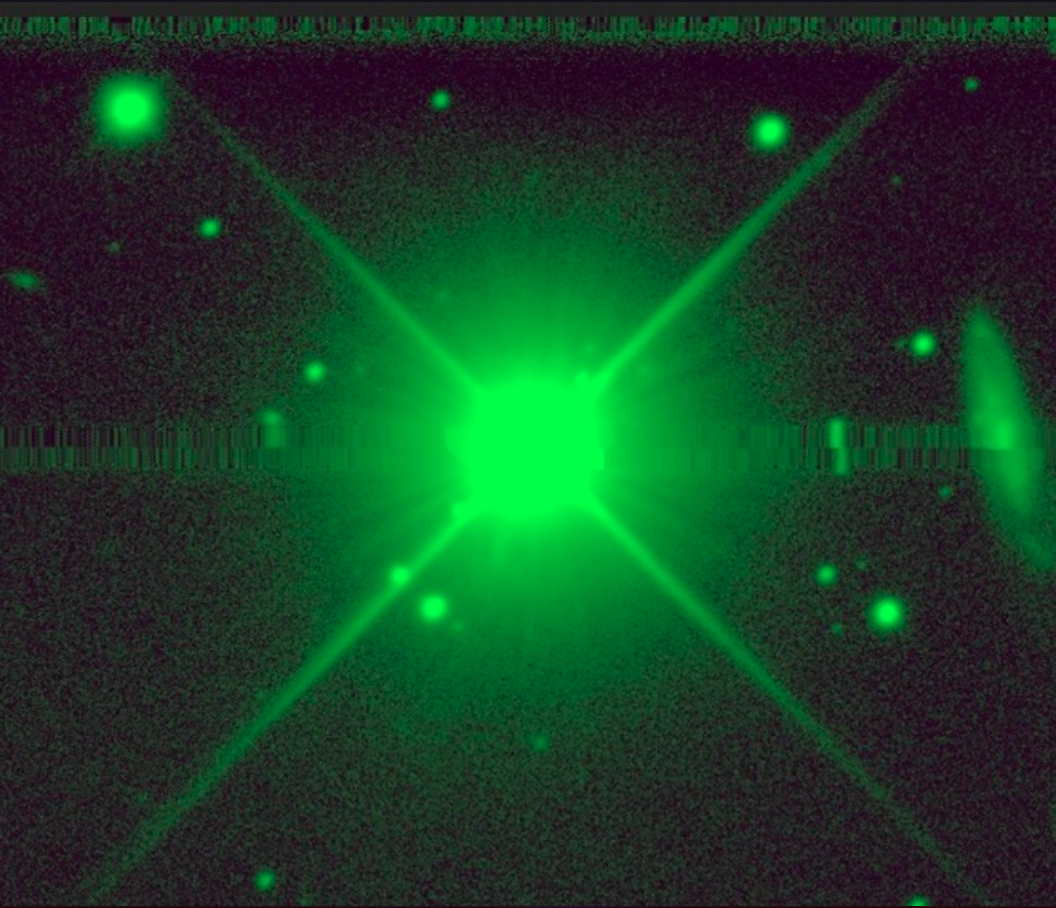
Gliese 205

Gliese 205 (GJ 205 / HIP 25878 / LHS 30) es una estrella en las cercanías del sistema solar que se encuentra a 18,6 años luz de distancia. Situada en la constelación de Orión, es la segunda estrella más próxima en esta constelación después de G 99-49. Las estrellas más cercanas a Gliese 205 son GJ 3323 y G 99-49, a 2,6 y 3,0 años luz respectivamente. De magnitud aparente +7,95, su débil brillo hace que no sea visible a simple vista.
Gliese 205 es una enana roja de tipo espectral M1.5V con una temperatura superficial de 3620 K. Con una masa de 0,63 masas solares, su radio es igual al 76 % del que tiene el Sol.
Tiene una luminosidad equivalente al 1,84 % de la luminosidad solar. Su velocidad de rotación proyectada es 2,9 km/s, lo que implica que su período de rotación es igual o inferior a 14,1 días.
Su metalicidad parece ser superior a la solar, con una relación entre los contenidos de hierro e hidrógeno un 62 % mayor que en el Sol.
Gliese 205 está catalogada como una posible variable BY Draconis, con una variación en su brillo de 0,16 magnitudes.